# Fédération internationale des géomètres
 (août 2012).
Si vous disposez d'ouvrages ou d'articles de référence ou si vous connaissez des sites web de qualité traitant du thème abordé ici, merci de compléter l'article en donnant les références utiles à sa vérifiabilité et en les liant à la section « Notes et références ».
La Fédération internationale des géomètres (FIG) est une organisation mondiale consacrée à la profession d'arpenteur-géomètre et des disciplines connexes. Elle a été établie en 1878, et formée comme une entité juridique en 1999. 